# Prigrevica
Prigrevica (srp. Пригревица, mađ. Bácsszentiván, Priglevicza-Szent-Ivan nje. Batsch Sentiwan, Priglewitz, Sankt Johann an der Schanze) je selo u općini Apatin, u zapadnobačkom okrugu u autonomnoj pokrajini Vojvodini, Srbija.

## Zemljopisni položaj
Nalazi se na 45°40'43" sj. zemljopisne širine i 19°05'07" ist. zemljopisne dužine, 9 km istočno od Apatina.

## Povijest
Selo je utemeljeno prije 600 godina. 

Izvori ga 1772. bilježe pod imenom Sentivanprigrevica, a u prvim desetljećima 19. stoljeća ga bilježe i pod imenom Prigrevica Sveti Ivan. 

Za vrijeme dok je kaločko-bački nadbiskup bio Jozsef Batthany 1760. – 1776. je Prigrevici je osnovana rimokatolička župa.

U 18. stoljeću je iz Lotaringije i susjednih njemačkogovornih područja iselilo u istočnu Europu mnogo Nijemaca. Brojni su naseljeni u Bačku, pa tako i Prigrevicu, a pripisivani su statistički Podunavskim Nijemcima. Do samog kraja su govorili narječjem srodnim lotarinškom narječju njemačkog jezika.

Do kraja Drugog svjetskog rata, u Prigrevici Svetom Ivanu su uglavnom živjeli Nijemci.

1944. je zbog nadiranje Crvene armije, većina prigrevičkih Nijemaca i Mađara izbjegla u pravcu Mađarske, preko Sombora i Bezdana. Ostalo je samo 15 njemačkih i mađarskih obitelji u Prigrevici Svetom Ivanu. 

Crvena armija je u noći između 21. i 22. listopada 1944. ušla u ovo selo bez otpora.

Koncem drugog svjetskog rata, u Prigrevici Sv. Ivanu je bio stacioniran stožer zrakoplovnih snaga jugoslavenskih partizana.
Potom su u kuće iseljenih, izbjeglih i protjeranih Nijemaca kolonizirani Srbi iz Like i Banovine, kao dio planske kolonizacije 286.000 osoba u 114 mjesta diljem Vojvodine. U Prigrevicu su novi stanovnici pristizali u jesen 1945. i proljeće 1946. 

Zbog protjerivanja Nijemaca, župe sv. Ivana Krstitelja u Prigrevici, koja pripada Apatinskom dekanatu opustjela je.
14. svibnja 1947., odlukom Narodnog odbora je preimenovano selo iz Prigrevica Sveti Ivan u Prigrevica, bez svetačkog imena.

Novopridošli stanovnici su po dolasku preorali i zatrli groblje gdje su bili pokapani prigrevički Nijemci.

Početkom srpske agresije na Hrvatsku, u Prigrevici se nalazio i kamp SRS, gdje su novoustrojeni četnički odredi iz Srbije i arkanovci imali završne pripreme prije odlaska u Hrvatsku za pomoć srpskim pobunjenicima, uglavnom po Slavoniji, a nek (Borovo Selo, Markušica, itd.).
Tijekom '90-ih, u Prigrevicu je došlo mnoštvo Srba koji su napustili Hrvatsku, tako da se smatra da je u jednom trenutku u njoj boravilo 7 tisuća ljudi.

## Stanovništvo
Po popisu 2002., u Prigrevici živi 4783 stanovnika, većinom Srba.

### Narodnosni sastav 2002.
- Srbi 95,57%
- Hrvati 1,05%
- "Jugoslaveni" 0,61%
- Mađari 0,44%
- ostali

### Povijesna naseljenost
- 1948.: 5219
- 1953.: 5480
- 1961.: 5449
- 1971.: 5033
- 1981.: 5026
- 1991.: 4842
- 2002.: 4781

## Slavni stanovnici
- Željko Rebrača, košarkaš

## Vanjske poveznice
- Prigrevica  Arhivirana inačica izvorne stranice od 19. svibnja 2007. (Wayback Machine)
- www.prigrevica.com  Arhivirana inačica izvorne stranice od 20. prosinca 2007. (Wayback Machine)
- www.radio.prigrevica.com  Arhivirana inačica izvorne stranice od 21. prosinca 2007. (Wayback Machine)
- (srp.) Danas  Arhivirana inačica izvorne stranice od 12. siječnja 2008. (Wayback Machine) Opasnost od rušenja katoličke crkve
- (njem.) BdV - Bund der Vertriebenen  Arhivirana inačica izvorne stranice od 6. listopada 2007. (Wayback Machine) (*.pdf datoteka)
- (engl.) Donauschwaben Villages  Arhivirana inačica izvorne stranice od 28. kolovoza 2009. (Wayback Machine) West-Batsch Batschsentiwan